# Doddathammanahalli, Mulbagal
Doddathammanahalli là một làng thuộc tehsil Mulbagal, huyện Kolar, bang Karnataka, Ấn Độ.